# ペット・サウンズ
『ペット・サウンズ』（Pet Sounds）は、アメリカのバンド、ザ・ビーチ・ボーイズが1966年にリリースしたスタジオ・アルバム。

## 概要
本作はザ・ビーチ・ボーイズ、及びメンバーであるブライアン・ウィルソンの最高傑作と見なされ、多くの音楽評論家が史上最良のポップ・アルバムやロックの名盤と評価している。1995年には『モジョ』誌の作曲家や音楽プロデューサー達の投票で1位に選出、1998年には『Q』誌の読者投票ランキングでは31位に選ばれ、同年のグラミー賞では歴史的な重要作としてグラミーの殿堂入りを果たした。更に、『ローリング・ストーン』誌が行った大規模なアンケート「Rolling Stone's 500 Greatest Albums of All Time」（2020年）ではマーヴィン・ゲイの『ホワッツ・ゴーイン・オン』に次ぐ2位に選出された。発売から34年経った2000年に、アメリカでゴールド・ディスクに認定され、同年のうちにプラチナ・ディスクにも認定された。
日本では、1988年の初CD化に際し山下達郎がライナーノーツを執筆。再発の度に山下自身の手で加筆・修正が行われた。

## 背景
本質的にはブライアンのソロ作品と呼べる。彼はバンドとのツアーを取りやめ、腕利きのスタジオ・ミュージシャンたちと共に一人、スタジオでの録音に集中した。ブライアンは、ビーチ・ボーイズによる美しいハーモニーに、バズ・オルガンやハープシコード、フルートに加え自転車のベルやテルミン、犬笛と言った変わった道具での音響効果を多重録音により付け加え、作品を創り上げた。またプロの作詞家、トニー・アッシャーを作詞に起用し、曲のイメージを伝え、詞に起こす作業を任せた。従って、本作のレコーディングにおいてブライアン以外のメンバーはほぼボーカルとコーラスのみでの参加となっている。本作のレコーディングでは「グッド・ヴァイブレーション」の初期ヴァージョンも作られたが、ブライアン自身の意向により『ペット・サウンズ』への収録は見送られ、アルバム発表後に手を加えられて11月にシングルとして発表された。
なお本作は、ビートルズのアルバム『ラバー・ソウル』から影響を受けて作ったと後にブライアンは明言している。その影響がUSヴァージョンによるものなのか、UKヴァージョンによるものなのかは、常に論議の的になっている。『ペット・サウンズ』は逆に『サージェント・ペパーズ・ロンリー・ハーツ・クラブ・バンド』に影響を与えたと言われており、『サージェント・ペパーズ・ロンリー・ハーツ・クラブ・バンド』をプロデュースしたジョージ・マーティンは「『ペット・サウンズ』に追いつこうとする試みだった」と回想している。

## 反響
『ペット・サウンズ』は現在でこそロック史上に残る名盤として扱われているものの、他のメンバーからは賛否両論で、アル・ジャーディンとマイク・ラヴからは「（特に）歌詞の内容が理解出来ない」とレコーディングの段階から批判され、デニス・ウィルソンとカール・ウィルソン、ブルース・ジョンストンは反対に当時からその内容には好意的だった。発売当時はそれまでのビーチ・ボーイズにあったサーフィンやホット・ロッドといった言葉が全く登場せず、ブライアンの心情を吐露したような複雑な内容から、アメリカではあまり受け入れられなかった。キャピトル側もアメリカでの売れ行きが芳しくないのを見て、ベスト・アルバム『ベスト・オブ・ザ・ビーチ・ボーイズ』を予定より早い7月5日にリリースした。ブライアン渾身の一作にもかかわらず、皮肉にもその反響の低さと、次作『スマイル』の製作が頓挫したことにより、既に不安定になっていた彼の精神状態は更に悪化していくことになる。
一方、イギリスでは全英アルバムチャートで26週連続トップ10入りする大ヒットを記録し、この年の『NME』の人気投票では、「トップ・ワールド・グループ」部門でビーチ・ボーイズがビートルズを抜いて1位となった。

## ライヴにおける演奏
ブライアンはソロ転向後、しばしば本作の完全再現ライヴを行った。2000年のアメリカ・ツアーではフル・オーケストラと共演し、2002年1月にロンドンのロイヤル・フェスティバル・ホールで行われた公演の模様はライヴ・アルバム『ペット・サウンズ・ライヴ2002』に収録された。また、2013年10月にニューヨークのビーコン・シアターで行われたライヴでは、事前の告知なしに本作が全曲とも演奏された。

## ステレオ・ヴァージョン
『ザ・ビーチ・ボーイズ・トゥディ』より『ワイルド・ハニー』までは、ブライアンの右耳の聴力の悪化により、発売当時アルバムはモノ・ミックスのみで制作され、ステレオ盤は擬似ステレオだった。
1997年に発売された『ペット・サウンズ・セッションズ』の中でブライアン自身の監修の元でエンジニアのマーク・リネットにより初めてリアル・ステレオ・ミックスが発表された（作成自体は1996年1月-2月に行われた）。
当時のブライアンは、まず4〜8トラック・レコーダーを使いバッキング・トラックを録音し、それを一旦モノラルにミックスし別のマルチ・トラック・レコーダーにダビングした後、その上にヴォーカルやコーラスを録音していくという方法を採用していた。そのためヴォーカルの入っているマルチ・テープのみでステレオミックスを作ろうとすると演奏が一つに固まってしまうという技術的な問題があった。そこでマーク・リネットはバッキング・トラックのテープとヴォーカル・コーラスのテープをシンクロさせデジタル・テープにコピー、両者のタイミングが合うまでスピードを修正することで、ステレオ・ミックスを実現させた。
オリジナル・モノ・ミックスでは演奏以外にもスタジオでの会話等もミキシングされていたが、ブライアンの提案でそれらは全て排されている。また、ミキシング後にブライアンが修正した箇所などもありモノラルと差異のある部分もある。
なお、ステレオ・ミックスは2001年、2012年にモノ&ステレオの2in1で再発された際にそれぞれで修正が行われている。

## 収録曲
- 表記のないものは全て作詞・作曲：ブライアン・ウィルソン/トニー・アッシャー

### A面
1. 素敵じゃないか - "Wouldn't It Be Nice" (Brian Wilson/Tony Asher/Mike Love) - 2:22
最初に作成されたステレオ・ヴァージョンではミドルのリード・ヴォーカルがマイクからブライアンのものに差し替わっていた。2001年以降のヴァージョンではマイクのリードに戻っている。
2. 僕を信じて - "You Still Believe in Me" - 2:30
2001年までのステレオ・ヴァージョンではダブル・ヴォーカルだったリードがシングル・ヴォーカルになっていた。2012年の修正版ではモノ・ヴァージョンと同じくダブル・ヴォーカルになっている。
3. ザッツ・ノット・ミー - "That's Not Me" - 2:27
4. ドント・トーク - "Don't Talk (Put Your Head on My Shoulder)" - 2:51
5. 待ったこの日 - "I'm Waiting for the Day" (Brian Wilson/Mike Love) - 3:03
6. 少しの間 - "Let's Go Away for Awhile" (Brian Wilson) - 2:18
7. スループ・ジョン・B - "Sloop John B" (Traditional/Brian Wilson) - 2:56
2012年のステレオ・ヴァージョンではフェイド・アウトまでが微妙に長くなっている。

### B面
1. 神のみぞ知る - "God Only Knows" - 2:49
ステレオ・ヴァージョンではコーダ前のブライアンのリード・ヴォーカルがカールのものに差し替えられている。
2. 救いの道 - "I Know There's an Answer" (Brian Wilson/Terry Sachen/Mike Love) -  3:08
3. ヒア・トゥデイ - "Here Today" - 2:52
モノラル・ヴァージョンでは間奏でスタジオ内でのブライアンの会話が聞こえたが、ステレオではカットされ聴けなくなっている。
4. 駄目な僕 - "I Just Wasn't Made for These Times" - 3:11
ステレオ・ヴァージョンでは最初から8～10秒あたりで聴こえる奇妙なノイズ（実際はテープを巻き戻す音）が完全にカットされた。
5. ペット・サウンズ - "Pet Sounds" (Brian Wilson) - 2:20
ステレオ・ヴァージョンでは最初のギターがカットされている
6. キャロライン・ノー - "Caroline, No" - 2:52